# ريتشارد بورينجر
ريتشارد بورينجر (بالفرنسية: Richard Bohringer)‏
```
هو 
مغني
 
وكاتب
 
وكاتب سيناريو
 
ومخرج
 
وشاعر
 
وممثل
 
فرنسي
 
والسنغال
، ولد في 16 يناير 1942 في 
فرنسا
. من الجوائز التي نالها 
جائزة سيزار لأفضل ممثل مساعد
 
وجائزة سيزار لأفضل ممثل
.
```

## أعمال

### أفلام
- (1981) ديفا
- (1987) الطريق السريع الكبير
- (1988) مواسم السرور
- (1989) الطباخ واللص وزوجته وعشيقها
- (2008) أدميرال[5]
- (2015) بجوار البحر

## جوائز
- جائزة سيزار لأفضل ممثل مساعد
- جائزة سيزار لأفضل ممثل

## وصلات خارجية
- ريتشارد بورينجر على موقع IMDb (الإنجليزية)
- ريتشارد بورينجر على موقع مونزينجر (الألمانية)
- ريتشارد بورينجر على موقع قاعدة بيانات الأفلام العربية
- ريتشارد بورينجر على موقع ألو سيني (الفرنسية)
- ريتشارد بورينجر على موقع ميوزك برينز (الإنجليزية)
- ريتشارد بورينجر على موقع أول موفي (الإنجليزية)
- ريتشارد بورينجر على موقع قاعدة بيانات الأفلام السويدية (السويدية)
- ريتشارد بورينجر على موقع ديسكوغز (الإنجليزية)
- ريتشارد بورينجر على موقع قاعدة بيانات الفيلم (الإنجليزية)
- ريتشارد بورينجر على موقع كينوبويسك (الروسية)